# آنالیز تصویر
آنالیز تصویر به استخراج اطلاعات مفید از تصویر، معمولاً تصاویر دیجیتال، گفته می‌شود. هدف از آنالیز تصویر می‌تواند مواردی به سادگی خواندن بارکد یا موارد مشکل‌تری همچون شناسایی صورت افراد باشد.

## کاربردها
آنالیز تصویر دارای کاربردهای گسترده‌ای می‌باشد که از آن جمله می‌توان به کاربرد در زمینه‌های زیر اشاره کرد:
- پزشکی
- سنجش از راه دور
- نظامی
- علم مواد
- رباتیک